# 공후

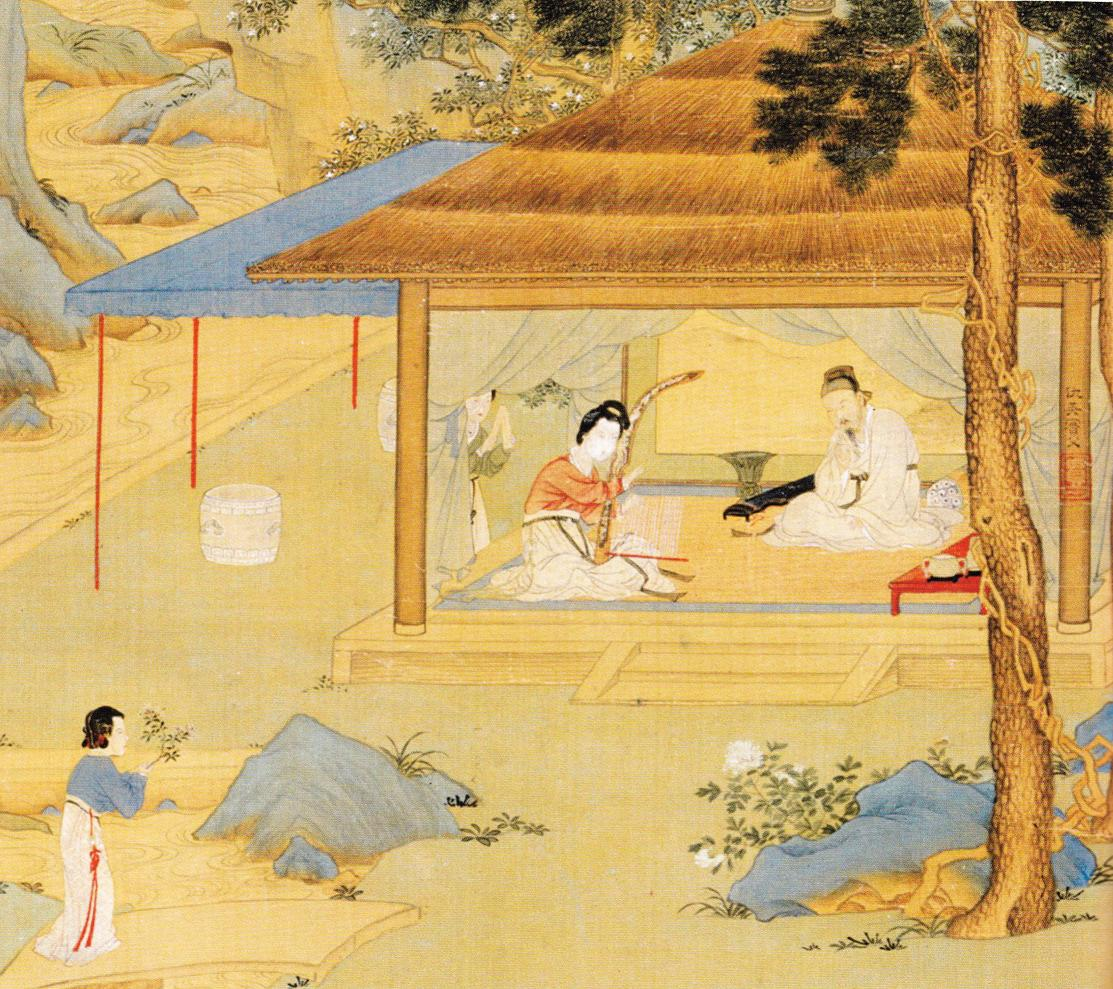
명나라의 화가인 구영이 그린 공후 연주자의 모습

공후(箜篌)는 고대 중국, 한국 등지에서 사용되던 현악기이다. 하프와 유사하다. 와공후(臥箜篌, 13현), 수공후(竪箜篌, 21현), 대공후(大箜篌, 23현), 소공후(小箜篌, 13현)으로 나뉜다. 본래 서역에서 전래된 악기로 중국을 거쳐 한국에 들어왔다.
수공후와 와공후에 대한 언급은 《수서》〈음악지〉에 소개된 고구려 음악 조에 처음 나타난다. 수나라의 아홉 지역 음악을 소개하는 구부기(九部伎)의 하나로 고구려 음악이 소개되는데 수공후와 와공후가 주요 악기로 등장한다. 《삼국사기》〈악지〉의 백제악 조에도 공후가 악기로 등장하며 백제에서 일본에 전한 대공후가 나라의 정창원에 현재 보존되어 있다. 또, 신라 성덕왕 대에 만들어진 상원사 범종에도 공후를 연주하는 사람이 새겨져 있다. 또, 1980년 발견된, 발해 문왕의 넷째 딸인 정효공주가 안장된 고분 벽화에도 공후를 연주하는 사람이 나온다.
고려 예종 대에 송의 대성아악을 수입하는데 그 음악 구성에 공후가 포함되어 있었다. 이렇듯 공후는 삼국 시대에 고구려가 서역의 음악을 수입하면서 들여와 고려 시대까지 널리 쓰였으나, 이후 한국 음악에서 나타나지 않는다. 심지어 공후가 쓰였다는 기록도 나타나지 않으며 연주법도 완전히 실전되었다. 국립국악원에 1937년 중국에서 사들인 수공후와 와공후만이 한 대씩 남아 있다. 2003년 7월 전북대학교 조석연 교수와 악기장 고수환에 의해 공후 연주법이 복원되었다.
정철의 가사 사미인곡에 공후를 사용했다는 기록이 남아있다. 조선민주주의인민공화국에서는 공후를 개량하여 옥류금을 만들어 이용하고 있다.

## 같이 보기
- 공무도하가

## 참고 자료
- 《최신 국악총론》 (세광음악출판사, 1985)
- 《새로운 한국음악사》 (현대음악출판사, 2000) ISBN 89-483-0850-5